# Louis des Acres de L’Aigle
Pour les autres membres de la famille, voir Famille des Acres.
Louis des Acres de l’Aigle, né le 5 avril 1734 à Paris et mort guillotiné le 9 mars 1794 (19 ventôse de l'an II) à Paris, est un général français.

## États de service
Issu de la famille des Acres, il est le fils de Jacques Louis des Acres, marquis de L'Aigle (1671-1767) et de Marie Françoise Gabrielle de Chateau-Thierry, dame de Saint-Léger sur Sarthe et de Courgeoust (1694-1785).
Il entre en service en 1757, comme cornette au régiment de Berry, et en 1758, il passe enseigne dans les gendarmes de la Reine. Le 10 février 1759, il est nommé sous-lieutenant dans la compagnie de chevau-légers dauphins, et le 7 décembre suivant, il reçoit son brevet de capitaine lieutenant au régiment de Conti.
En 1764, il est fait mestre de camp des cuirassiers, et le 7 décembre 1759, il prend le commandement du régiment de Conti. Il devient brigadier de cavalerie le 20 avril 1768, et il est promu maréchal de camp le 1er mars 1780.
Vers 1770, il achète la seigneurie de Tracy-le-Val, avec un ancien château paraissant remonter au début du XVIIe siècle, qui appartiendra au XIXe siècle à son fils.
Arrêté pour ses origines aristocratiques, il est trouvé porteur de papiers compromettants, parmi lesquels une complainte sur Louis XVI et une lettre à la comtesse de Durtal, née Anne Alexandrine Rosalie de La Rochefoucauld-Doudeauville.
Il est condamné à mort avec cette dernière le 8 mars 1794, et guillotiné le lendemain, 9 mars 1794, à Paris (Place de la Révolution, actuelle place de la Concorde).

## Famille
Il épouse le 3 mars 1763 Anne Espérance Chauvelin (Paris, 8 décembre 1725 - Paris, 18 décembre 1801), veuve de Henri René François Édouard Colbert de Maulévrier. Elle était la fille de Germain Louis Chauvelin, seigneur de Grosbois, président à mortier au Parlement de Paris, garde des sceaux de France, ministre des Affaires étrangères du roi Louis XV de 1727 à 1737, et de Anne Cahouet de Beauvais. 
Tous deux ont deux fils :
- Louis L'Espérance des Acres, marquis de l'Aigle (1764 - 1851), général de brigade, marié avec Anne de Vintimille du Luc (1785-1810), fille de Charles Félix René de Vintimille du Luc, petit-fils présumé du Roi Louis XV. Dont postérité : tous deux sont les grands-parents de Robert des Acres de L'Aigle ;
- Augustin-Louis-Victor des Acres de L'Aigle (1766-1867), général et homme politique français, marié en 1802 avec la princesse Constance de Broglie (1782-1866), dont postérité.

### Sources
- Pierre Jullien de Courcelles, Dictionnaire historique et biographique des généraux français : depuis le onzième siècle jusqu'en 1822, Tome 1, l’Auteur, 1823, 490 p. (lire en ligne), p. 19.
- Revue catholique d'histoire, d’archéologie et littérature de Normandie, volume 26 à 17, Brusseaux de la Revue, 1917, p. 242.
- Louis des Acres de L'Aigle  sur roglo.eu